# Rambo III (Mega Drive)
Rambo III é um jogo eletrônico estilo run and gun lançado para o Mega Drive em 1989, que foi baseado no filme homônimo de 1988. Neste game, que foi desenvolvido pela SEGA em parceria com a Taito, o player veste-se de John Rambo e deve sobreviver à uma série de desafios a fim de salvar seu amigo, Coronel Trautman, que foi capturado pelas Forças soviéticas no Afeganistão.
Este game pode ser jogado por até 2 players ao mesmo tempo. Neste modo, o player 2 é o Sam Trautman.

## Jogabilidade
O player veste-se de John Rambo em seis missões, cada uma com vários objetivos. Ao invés de encontrar a saída do nível, em algumas missões, os prisioneiros devem ser libertados ou os suprimentos de munição inimigos destruídos. Rambo é controlado a partir de uma perspectiva indireta e tem várias armas à sua disposição. Além de uma metralhadora que nunca fica sem munição, ele pode usar uma faca para matanças de perto, disparar bombas cronometradas e usar seu arco longo famoso com setas explosivas. A munição para o arco e as bombas é limitada e pode ser coletada de inimigos mortos. O próprio Rambo, por outro lado, é vulnerável e pode ser morto após um golpe.
Depois de algumas das missões, a perspectiva muda para uma visão atrás de Rambo e outras lutas de chefe ocorrem. Os tanques ou helicópteros soviéticos devem ser destruídos usando a besta. Ao apontar o arco, Rambo não pode se mover, mas, de outra forma, ele pode se esconder atrás de rochas ou outros obstáculos contra o fogo do inimigo. Isso é uma reminiscência do jogo de arcade da Taito de mesmo nome, que também teve o jogador disparando na tela em helicópteros e jipes, mas em vez de apenas um único segmento após cada etapa, o jogo inteiro é jogado nesta perspectiva.

## Recepção
O game ganhou uma nota 74 (de 100) da revista Future Publishing.